# 丸戸史明
丸戸 史明（まると ふみあき、12月21日 - ）は、日本のゲームシナリオライター・ライトノベル作家・脚本家。愛知県名古屋市出身。血液型はAB型。シナリオライター互助会「企画屋」所属。

## 略歴
高校生までは、横溝正史をよく読んでいた。原作はもとより、映画やドラマもチェックするほどだった。
大学生になると星新一や阿刀田高のファンとなる。アダルトゲームでは蛭田昌人の作品をプレイし、同じアダルトゲーム業界に入ってからも蛭田を尊敬する人物の一人に挙げている。
小林且典の大ファンでもあり、『久遠の絆』のファンコミュニティで活動をする中で小林と知り合う。それが縁で、小林が代表を務めるゲームシナリオライター集団であり、丸戸が所属する「企画屋」に誘われている。
『Ripple 〜ブルーシールへようこそっ〜』でシナリオライターとしてデビュー。『この青空に約束を―』では美少女ゲームアワード 2006にて大賞、シナリオ賞、ユーザー支持賞、純愛系作品賞、主題歌賞をそれぞれ受賞している。『パルフェ 〜ショコラ second brew〜』、『世界でいちばんNGな恋』、『WHITE ALBUM2』は、コンシューマゲーム機への移植やコンシューマゲーム版から全年齢対象版への逆移植も行われている。
2012年にAmazon.co.jpで行われた「Amazon.co.jpアダルトPCゲーム ベストオブシナリオコンテスト2010-2012」の投票で、『WHITE ALBUM2』（「introductory chapter」+「closing chapter」セット版）が1位を受賞している。

## 人物
執筆速度は、1か月に300キロバイト（400字詰原稿用紙384枚）程度である。計画的に文章を書くタイプで、納期も合計容量を300キロバイトで割った月数となる。もっとも無名のときはシナリオ容量が増えても納期が延びず、シナリオを勝手に変更・削除されていた。『世界でいちばんNGな恋』では原画家と並んで丸戸の名前が前面に出されている。
「企画屋」と呼ばれるゲームシナリオライター集団に所属し、外注としてライターを引き受けている。企画屋を経由して受けたシナリオライターは、名前の後に「with 企画屋」という文字を付けており、丸戸もその例に漏れず、スタッフロールでは「丸戸史明 with 企画屋」と表記される。
原点・ルーツといえる作品は、小学校に上がる頃、親に買い与えられたダニエル・デフォーの『ロビンソン・クルーソー』は100回は読んだと述べ、漫画では、高橋留美子の『めぞん一刻』、まつもと泉の『きまぐれオレンジ☆ロード』は自身の好きな女性キャラのルーツになっていると語っている。また、小説だと横溝正史の『女王蜂』『三つ首塔』『八つ墓村』の他、阿刀田高や北杜夫など。
影響を受けたドラマには、『男女7人夏物語』と『男女7人秋物語』。ゲームでは、『リップスティックアドベンチャー』、『同級生』、『同級生2』、『White Album』、『ときめきメモリアル』、『ときめきメモリアル2』を挙げている。
Anime Japan 2022の「Engage Kiss」制作発表において、兼業作家から専業作家になったことを初めて明かした。

## その他
コミックマーケットには、商業デビュー前の2001年ごろに参加。同人作家として美少女ゲーム評論本を頒布し「100冊刷って50冊も売れなかった」ことを経験してもいる。商業デビュー後にはコミックマーケット70（2006年夏）でかんなぎれいとペアを組み、同人誌（オリジナルライトノベル）制作。
大須と手羽先とうなぎパイとマルセイバターサンドを愛すると公言する。
みなとそふとのタカヒロ、AKABEiSOFT2のるーすぼーいとは年齢が離れているが親しく、『君が主で執事が俺で』発売記念のファンブックでは3者で対談を行っている。
2012年7月に富士見ファンタジア文庫から発売された商用ライトノベルデビュー作『冴えない彼女の育てかた』は、全国で完売店が続出したため、急遽重版が決定した。
やるドラの『ダブルキャスト』がお気に入り。深崎暮人は『季節を抱きしめて』派だったので、二人の間で論争になった。

## 作品リスト

### コンピュータゲーム
リメイク版、コンシューマゲーム機移植版は除く。
- 戯画作品
  - Ripple 〜ブルーシールへようこそっ〜（2002年4月5日発売）
  - ショコラ 〜maid cafe "curio"〜（2003年4月4日発売）
  - V.G. NEO（2003年12月19日発売）[11]
  - パルフェ 〜ショコラ second brew〜（2005年3月25日発売）[12]
  - この青空に約束を―（2006年3月31日発売）[13]
    - まるねこ 戯画スペシャルドラマCD '06（コミックマーケット70その他にて発売）

  - フォセット - Cafe au Le Ciel Bleu -（2006年12月22日発売）
- HERMIT作品
  - FOLKLORE JAM（2003年10月24日発売）
  - ままらぶ（2004年10月29日発売）
  - 世界でいちばんNGな恋（2007年11月22日発売）
- Leaf作品
  - WHITE ALBUM2 -introduction chapter-（2010年3月26日発売）
  - WHITE ALBUM2 -closing chapter-（2011年12月22日発売）
- CollaborationS作品
  - 太陽の子（発売日未定）

### ライトノベル
- 冴えない彼女の育てかた（富士見ファンタジア文庫、全20巻）
- やはり俺の青春ラブコメはまちがっている。アンソロジー2 オンパレード（寄稿）
- 今さらですが、幼なじみを好きになってしまいました（note）

### 漫画
- 冴えない彼女の育てかた（全8巻、原作：丸戸 史明 漫画：守姫武士、『月刊ドラゴンエイジ』2013年2月号~2016年9月号連載）[注 1]
- 冴えない彼女の育てかた〜egoistic-lily〜（全3巻、原作：丸戸 史明 漫画：にぃと、『ヤングエース』2013年3月号~2014年6月号）[注 2]
- 冴えない彼女の育てかた 恋するメトロノーム （全10巻、原作：丸戸 史明 漫画：武者サブ、『月刊ビッグガンガン』2013年Vol.09~2018年Vol.5連載）[注 3]
- メディアミックスメイデン（原作:丸戸 史明 漫画：武者サブ、裏サンデー、マンガワン連載、2021年1月～2023年3月）
- 今さらですが、幼なじみを好きになってしまいました（原作：丸戸 史明 漫画：よむ、『X(旧Twitter』連載）

### アニメ
- WHITE ALBUM2（シリーズ構成、脚本）
- 冴えない彼女の育てかた（シリーズ構成、脚本）
- Classroom☆Crisis（シリーズ構成、脚本）
- 冴えない彼女の育てかた♭（シリーズ構成、脚本）
- Phantom in the Twilight（シリーズ構成、脚本）
- みるタイツ（シリーズ構成、脚本）
- 冴えない彼女の育てかた Fine（脚本）
- Engage Kiss（シリーズ構成、脚本）[14]
- 傷心タイムリープ（脚本協力）
- SI-VIS: The Sound of Heroes（シリーズ構成、脚本）[15]

### 雑誌連載
- 20世紀美少女（プロデュース、BugBug連載）

### 同人誌
- 「時空のデーモン めもらるクーク」シリーズ（オリジナルライトノベル、同人サークルN-010）

### 朗読劇
- PLATTO朗読劇「二つのさよなら、半分の再会」（作：丸戸史明　声：松岡禎丞、高塚智人、藤田茜）

### Sound AR
- 『ミエナイキズナ』（シナリオ：丸戸史明　声：植田 佳奈、下鶴 直幸、2019年3月25日~6月30日 限定、ソニーモバイル、西武鉄道）